# Connie Gilchrist
Connie Gilchrist, all'anagrafe Rose Constance Gilchrist (New York, 2 febbraio 1901 – Santa Fe, 3 marzo 1985), è stata un'attrice statunitense.

## Biografia
Figlia dell'attrice Martha Daniels, Connie Gilchrist debuttò sui palcoscenici londinesi all'età di 16 anni. Alla metà degli anni trenta si trasferì negli Stati Uniti e apparve in numerose pièces a Broadway, fra cui Work Is for Horses (1937), How to Get Tough About It (1938), Ladies and Gentlemen (1939) di Charles MacArthur e Ben Hecht. Stabilitasi a Hollywood, nel 1939 firmò un contratto con la Metro-Goldwyn-Mayer e apparve in ruoli di caratterista in alcuni grandi successi degli anni quaranta come Volto di donna (1941) di George Cukor, Gente allegra (1942) di Victor Fleming, Il canto dell'uomo ombra (1947) di Edward Buzzell, Piccole donne (1949) di Mervyn LeRoy, nel ruolo di Mrs. Kirke.
Tra le sue interpretazioni più celebri, da ricordare quella nel ruolo di Ruby Finney nel melodramma Lettera a tre mogli (1949) di Joseph L. Mankiewicz, e il ruolo di Purity Pinker nel film Il ciclone dei Caraibi (1954), accanto a Robert Newton nei panni di Long John Silver. I due attori ripresero i medesimi personaggi anche nella serie televisiva Le avventure di Long John Silver (1956-1957). Attiva sul grande schermo durante tutti gli anni cinquanta, la Gilchrist raggiunse l'apice della carriera con la brillante interpretazione di Norah Muldoon nel film La signora mia zia (1958), accanto a Rosalind Russell.

## Vita privata
Sposata dal 1922 con Edward O'Hanlon, ebbe una figlia, Dorothy, divenuta anch'essa attrice. Si ritirò dalle scene alla fine degli anni sessanta e morì il 3 marzo 1985, all'età di 84 anni.

## Filmografia parziale

### Cinema
- Vecchio squalo (Barnacle Bill), regia di Richard Thorpe (1941)
- Volto di donna (A Woman's Face), regia di George Cukor (1941)
- Sorvegliato speciale (Johnny Eager), regia di Mervyn LeRoy (1941)
- Maschere di lusso (We Were Dancing), regia di Robert Z. Leonard (1942)
- Gente allegra (Tortilla Flat), regia di Victor Fleming (1942)
- The War Against Mrs. Hadley, regia di Harold S. Bucquet (1942)
- Angeli all'inferno (Cry 'Havoc'), regia di Richard Thorpe (1943)
- La parata delle stelle (Thousand Cheer), regia di George Sidney (1943)
- Crepi l'astrologo (The Heavenly Body), regia di Alexander Hall (1944)
- Sempre nei guai (Nothing But Trouble), regia di Sam Taylor (1944)
- Marisa (Music for Millions), regia di Henry Koster (1944)
- Donnine d'America (Junior Miss), regia di George Seaton (1945)
- Una giovane vedova (Young Widow), regia di Edwin L. Marin (1947)
- Bascomb il mancino (Bad Bascomb), regia di S. Sylvan Simon (1947)
- I trafficanti (The Hucksters), regia di Jack Conway (1947)
- Il canto dell'uomo ombra (Song of the Thin Man), regia di Edward Buzzell (1947)
- Tenth Avenue Angel, regia di Roy Rowland (1948)
- La legge del cuore (Big City), regia di Norman Taurog (1948)
- Crociera di lusso (Luxury Liner), regia di Richard Whorf (1948)
- Lettera a tre mogli (Letter to Three Wives), regia di Joseph L. Mankiewicz (1949)
- Atto di violenza (Act of Violence), regia di Fred Zinnemann (1949)
- La prigioniera n. 27 (The Story of Molly X), regia di Crane Wilbur (1949)
- Piccole donne (Little Women), regia di Mervyn LeRoy (1949)
- La corsara (Buccaneer's Girl), regia di Frederick De Cordova (1950)
- Stars in My Crown, regia di Jacques Tourneur (1950)
- La figlia dello sceriffo (A Ticket to Tomahawk), regia di Richard Sale (1950)
- Amo Luisa disperatamente (Louisa), regia di Alexander Hall (1950)
- Peggy la studentessa (Peggy), regia di Frederick De Cordova (1950)
- La città del terrore (The Killer That Stalked New York), regia di Earl McEvoy (1950)
- Sparate senza pietà (Undercover Girl), regia di Joseph Pevney (1950)
- I conquistatori della Sirte (Tripoli), regia di Will Price (1950)
- La campana del convento (Thunder on the Hill), regia di Douglas Sirk (1951)
- È arrivato lo sposo (Here Comes the Groom), regia di Frank Capra (1951)
- Furia e passione (Flesh and Fury), regia di Joseph Pevney (1952)
- La carica degli apaches (The Half-Breed), regia di Stuart Gilmore (1952)
- Il mago Houdini (Houdini), regia di George Marshall (1953)
- La ragazza del secolo (It Should Happen to You), regia di George Cukor (1954)
- Terra lontana (The Far Country), regia di Anthony Mann (1954)
- Il ciclone dei Caraibi (Long John Silver), regia di Byron Haskin (1954)
- L'uomo dal vestito grigio (The Man in the Gray Flannel Suit), regia di Nunnally Johnson (1956)
- La legge del mitra (Machine-Gun Kelly), regia di Roger Corman (1958)
- La signora mia zia (Auntie Mame), regia di Morton DaCosta (1958)
- Qualcuno verrà (Some Came Running), regia di Vincente Minnelli (1958)
- Dinne una per me (Say One for Me), regia di Frank Tashlin (1959)
- La pelle che scotta (The Interns), regia di David Swift (1962)
- Tigre in agguato (A Tiger Walks), regia di Norman Tokar (1964)
- Madame P... e le sue ragazze (A House Is Not a Home), regia di Russell Rouse (1964)
- Il boia è di scena (Two on a Guillotine), regia di William Conrad (1965)
- Un leone nel mio letto (Fluffy), regia di Earl Bellamy (1965)
- Per un pugno di donne (Tickle Me), regia di Norman Taurog (1965)

### Televisione
- Telephone Time – serie TV, episodio 1x05 (1956)
- The Restless Gun – serie TV, episodi 1x06-1x30 (1957-1958)
- General Electric Theater – serie TV, episodi 9x06-10x10 (1960-1961)
- Carovane verso il West (Wagon Train) – serie TV, 1 episodio (1960)
- Lock-Up – serie TV, episodio 2x03 (1960)
- Fred Astaire (Alcoa Premiere) – serie TV, episodio 1x04 (1961)
- Hawaiian Eye – serie TV, episodio 4x08 (1962)
- Alfred Hitchcock presenta (Alfred Hitchcock Presents) – serie TV, 1 episodio (1962)
- Going My Way – serie TV, episodio 1x22 (1963)
- Ai confini della realtà (The Twilight Zone) – serie TV, episodio 5x01 (1963)
- L'ora di Hitchcock (The Alfred Hitchcock Hour) – serie TV, 2 episodi (1963)
- Sotto accusa (Arrest and Trial) – serie TV, episodio 1x06 (1963)
- Perry Mason – serie TV, episodi 7x20-9x20 (1964-1966)
- Il dottor Kildare (Dr. Kildare) – serie TV, 1 episodio (1965)
- Daniel Boone – serie TV, 2 episodi (1965)
- F.B.I. (The F.B.I.) – serie TV, 3 episodi (1965-1968)

## Doppiatrici italiane
- Maria Saccenti in La signora mia zia, La corsara, L'uomo dal vestito grigio
- Giovanna Scotto in È arrivato lo sposo, La legge del mitra, Peggy la studentessa
- Lydia Simoneschi in Qualcuno verrà, Tigre in agguato
- Wanda Tettoni in Il boia è di scena, Un leone nel mio letto
- Rosina Galli in Gente allegra
- Amelia Beretta in Atto di violenza
- Giovanna Cigoli in Lettera a tre mogli
- Lola Braccini in La campana del convento